# Blizna, Podgorica
Blizna je naselje u comuna Podgorica, Muntenegru. Conform datelor de la recensământul din 2003, localitatea are 16 locuitori (la recensământul din 1991 erau 16 locuitori).

## Demografie
În satul Blizna locuiesc 16 persoane adulte, iar vârsta medie a populației este de 48,1 de ani (38,9 la bărbați și 59,9 la femei). În localitate sunt 7 gospodării, iar numărul mediu de membri în gospodărie este de 2,29.
Populația localității este foarte eterogenă.
|  |

| Demografie | Demografie | Demografie |
| An         | Locuitori  | Locuitori  |
| ---------- | ---------- | ---------- |
|            |            |            |
|            |            |            |
|            |            |            |
|            |            |            |
| 1948       | 100        |            |
| 1953       | 104        |            |
| 1961       | 136        |            |
| 1971       | 57         |            |
| 1981       | 72         |            |
| 1991       | 16         | 15         |
| 2003       | 16         | 16         |

| \| Componența etnică conform recensământului din 2003[2] \| Componența etnică conform recensământului din 2003[2] \| Componența etnică conform recensământului din 2003[2] \| Componența etnică conform recensământului din 2003[2] \| Componența etnică conform recensământului din 2003[2] \| \| ----------------------------------------------------- \| ----------------------------------------------------- \| ----------------------------------------------------- \| ----------------------------------------------------- \| ----------------------------------------------------- \| \| \| \| \| \| \| \| Muntenegreni \| Muntenegreni \| \| 9 \| 56,25% \| \| Sârbi \| Sârbi \| \| 6 \| 37,5% \| \| necunoscută \| necunoscută \| \| 0 \| 0% \| |              |  |   |        |
| Componența etnică conform recensământului din 2003 |              |  |   |        |
| |              |  |   |        |
| Muntenegreni | Muntenegreni |  | 9 | 56,25% |
| Sârbi | Sârbi        |  | 6 | 37,5%  |
| necunoscută | necunoscută  |  | 0 | 0%     |